# احتلال مجمع سفارة الولايات المتحدة في اليمن عام 2021
احتلال مجمع سفارة الولايات المتحدة في اليمن عام 2021 في 10 نوفمبر 2021، اقتحم المسلحين الحوثيين المدعومون من إيران مجمع السفارة الأمريكية السابق في صنعاء، اليمن، واستولوا عليه. خمسة وعشرين مقاولا أمريكيا محتجزون في اليمن، وفقًا لتقارير إعلامية. ورفضت حكومة الولايات المتحدة تأكيد هذا الرقم، لكنها قالت إنها تعمل على إطلاق سراحهم.
دعت وزارة الخارجية الأمريكية قوات الحوثيين إلى إخلاء المباني التي احتلوها وإعادة جميع الممتلكات التي استولوا عليها.  في أعقاب تقارير عن احتجاز الوكالة اليمنية الأمريكية للتنمية الدولية وغيرهم من العاملين الأمريكيين،  أعلن متحدث باسم وزارة الخارجية أن الولايات المتحدة "ملتزمة بضمان سلامة أولئك الذين يخدمون الحكومة الأمريكية في الخارج"  المسلحون الحوثيون لم يتم تصنيفها كمنظمة إرهابية منذ فبراير 2021.  

## أنظر أيضا
- الهجوم على سفارة الولايات المتحدة في اليمن عام 2008